# Es-sifa
Es-sifa  (in arabo السيفا‎?) è un centro abitato e comune rurale del Marocco situato nella provincia di Errachidia, regione di Drâa-Tafilalet. Conta una popolazione di 7 035 abitanti (censimento 2014).